# Fimbristylis paupercula
Fimbristylis paupercula är en halvgräsart som beskrevs av Johann Otto Boeckeler. Fimbristylis paupercula ingår i släktet Fimbristylis och familjen halvgräs. Inga underarter finns listade i Catalogue of Life.